# PRODUCE 48
《PRODUCE 48》(프로듀스 48, プロデュース フォーティーエイト)는 2018년 6월 15일부터 2018년 8월 31일까지 방송된 대한민국의 리얼리티 서바이벌 프로그램이다.
대한민국 서바이벌 오디션 프로그램 중 유일무이하게, AKS 소속 AKB48의 프로듀서 아키모토 야스시가 자발적으로 참여하는 한일 합작 오디션 프로그램으로 기획하였다. 한일 참가자 96명(AKB48 그룹 39명, 대한민국 측은 중화권, 미국 출신자도 포함) 중 합격자 12명은 한일 양국에서 글로벌 걸그룹 아이즈원으로 데뷔하였다.
하지만 PRODUCE X 101의 종영 직후 투표 조작 논란이 일어나면서 2019년 11월 5일 구속된 안준영 PD가 《PRODUCE 48》의 순위를 조작하였다고 시인하였다. 그리고 이듬해 11월 18일 서울중앙지방법원에서 열린 2심 재판에서 피해를 입은 참가자들이 드러났다.

## 개요
2017년 11월 29일 요코하마 아레나에서 개최된 《2017 MAMA in Japan》 도중 AKB48과 대한민국의 프로그램인 《PRODUCE 101》 출신의 아이오아이의 원년 멤버들이 공연한 무대에서 AKB48 그룹의 프로듀서인 아키모토 야스시가 본 프로그램의 기획을 발표하였다. 그에 의하면 이 기획은 AKB48 그룹에서 시작되지 않았으며 대한민국 측에서 협력을 의뢰한 것이다.
2017년 12월 15일부터 2018년 1월 10일까지 참가자를 받았다.
시청자가 직접 자발적으로 선발하는 서바이벌 오디션 프로그램의 안티테제로, 프로그램 기획 단계에서, 대한민국의 《프로듀스 101》의 시스템과 상시 라이브 공연을 하는 일본 AKB48 그룹의 시스템을 접목시킨 서바이벌 오디션 프로그램으로 알려졌지만, 그 후에는 구체적인 일본 측의 시스템 도입은 나타나지 않고 있으며 방송 제작도 《프로듀스 101》에 준한 대한민국 측의 주도로 되고 있다. 또, 첫 화가 방송되기 전 안준영 PD가 ‘한일전만으로 보지 않았으면’이라고 밝혔으며 합격 멤버의 내역은 일본인 범위는 존재하지 않으며 투표도 대한민국 내에서만 유효하다. 또, 참가한 소속사와 협의한 결과, 결성되는 그룹의 활동 기간은 2년 6개월이다.
참가 조건은 일본 측은 AKB48 그룹 멤버만(연구생 포함) 가능하며, 대한민국 측은 《프로듀스 101》과 마찬가지로 국적을 불문하고 소속사 연습생 이외에도 메이저 데뷔 경험자 참가도 가능하다. 또, 연습생에게 1회 출연료로 10만 원을 받으며, 음원을 발매하는 연습생에게는 1곡에 가창비 100만 원씩 받는다.

## 기획 의도
'국민이 직접 아이돌 데뷔 멤버를 선발'하는 국내의 프로듀스 101 시스템과 일본 최고의 프로듀서 아키모토 야스시의 '만나러 갈 수 있는 아이돌'을 컨셉으로 전용 극장에서 상시 라이브 공연을 하는 일본 AKB48 시스템을 가미한 한일 합작 오디션 프로그램이다.

## 최종 선발
- 장원영
- 미야와키 사쿠라
- 조유리
- 최예나
- 안유진
- 야부키 나코
- 권은비
- 강혜원
- 혼다 히토미
- 김채원
- 김민주
- 이채연

본 내용은 PRODUCE 48 최종 순위 순서이다.

### 발표 순위
| 순위 | 이름     | 예명            | 소속사                 | 소속그룹                      |
| ---- | -------- | --------------- | ---------------------- | ----------------------------- |
| 1위  | 장원영   | 원영            | 스타쉽                 | IVE, 前IZ*ONE                 |
| 2위  | 宮脇咲良 | 미야와키 사쿠라 | 쏘스, Vernalossom      | LESSERAFIM, 前IZ*ONE, 前HKT48 |
| 3위  | 조유리   |                 | 웨이크원, 前스톤뮤직   | 前IZ*ONE                      |
| 4위  | 최예나   |                 | 위에화                 | 前IZ*ONE                      |
| 5위  | 안유진   | 유진            | 스타쉽                 | IVE, 前IZ*ONE                 |
| 6위  | 矢吹奈子 | 야부키 나코     | Vernalossom            | 前IZ*ONE, HKT48               |
| 7위  | 권은비   | 前카쥬          | 울림, 前키로이         | 前IZ*ONE, 前PLAY, 前예아      |
| 8위  | 강혜원   |                 | 에잇디, 前HYWY         | 前IZ*ONE                      |
| 9위  | 本田仁美 | 혼다 히토미     | Vernalossom            | 前IZ*ONE, AKB48Team8          |
| 10위 | 김채원   |                 | 쏘스, 前울림           | LESSERAFIM, 前IZ*ONE          |
| 11위 | 김민주   |                 | 얼반웍스               | 前IZ*ONE, 前소녀레시피        |
| 12위 | 이채연   |                 | RBW, 前JYP, 前판타지오 | 원트, 前IZ*ONE, 前완전채      |

### 실제 순위
| 순위 | 이름             | 본명   | 소속사                       | 소속그룹     |
| ---- | ---------------- | ------ | ---------------------------- | ------------ |
| 1위  | ?                |        |                              |              |
| 2위  | ?                |        |                              |              |
| 3위  | ?                |        |                              |              |
| 4위  | ?                |        |                              |              |
| 5위  | 이가은, 前이단비 | 前가은 | 높은엔터테인먼트, 前플레디스 | 前애프터스쿨 |
| 6위  | 한초원           | 초원   | 큐브                         | 라잇썸       |
| 7위  | ?                |        |                              |              |
| 8위  | ?                |        |                              |              |
| 9위  | ?                |        |                              |              |
| 10위 | ?                |        |                              |              |
| 11위 | ?                |        |                              |              |
| 12위 | ?                |        |                              |              |

## 약력

### 2017년
- 11월 29일, 《2017 Mnet Asian Music Awards in Japan》에서 《PRODUCE 48》 기획 발표
- 12월 15일, AKB 그룹 측의 멤버의 참가 접수 시작(2018년 1월 10일까지)[10].

### 2018년
- 4월 11일 : 《PRODUCE 48》 촬영 시작[11]. (연습생은 이 날부터 1주일간의 합숙을 시작)
- 4월 18일 : 테마곡 〈내꺼야 (PICK ME)〉 녹음 종료[12].
- 4월 18일, 방송 프로그램 측에서 사회자(국민 프로듀서 대표)가 가수이자 배우인 이승기인 것이 결정된다[13].
- 4월 22일, 한국 Mnet의 음악방송 《M COUNTDOWN》 출연을 위해서 테마곡 《내꺼야 (PICK ME)》의 영상을 촬영[14].
- 5월 10일, 서울시의 CJ E＆M 센터 앞에서 팬과의 교류 이벤트를 개최[15]. 같은 날에 《엠카운트다운》가 방송되고 〈내꺼야 (PICK ME)〉의 음원이 공개됐다.
- 6월 8일, 일본에서의 방송을 ‘BS스카파!’로 한국과 동시 방송을 결정[16].
- 6월 8일, 《PRODUCE 48》 제작 발표회 개최[17].
- 6월 15일, 방송 시작
- 8월 4일, 방송 프로그램의 공식 홈페이지에서 데뷔 그룹의 그룹명 공모를 시작했다. 기간은 2018년 8월 4일부터 8월 31일까지(게시판에 공모명을 작성하는 시스템)[18].
- 8월 16일, 제작 측에서 마지막화를 2018년 8월 31일 오후 8시부터 생방송하는 것을 발표했다. 이는 마지막화의 특별 공연 및 관객으로 참가하는 10대 연습생들을 배려해서 방송 시간을 앞당긴 것이다[19].
- 8월 18일, 방송의 콘셉트 평가 오리지널 음원을 수록한 디지털 음원 《PRODUCE 48 - 30 Girls 6 Concepts》을 발매
- 8월 26일, 일본 지바현 지바시 소재의 컨벤션인 마쿠하리 멧세에서 개최된 AKB48의 52nd 싱글 〈Teacher Teacher〉 악수회에 제3회 투표에서 1~20위의 연습생이 깜짝 등장했으며 〈내꺼야 (PICK ME)〉를 선보였다[20].
- 8월 31일, 데뷔 그룹명을 아이즈원으로 발표하였으며, 데뷔하는 12명이 공개되었다.
- 9월 1일, 방송의 데뷔 평가의 오리지널 음원을 수록한 디지털 음원 《PRODUCE 48 - FINAL》가 발매되었다.

## 논란
- 엠넷은 2017년에 방송한 아이돌학교에서 일부 만 15세 미만 참가자들의 오후10시 이후 야간활동 제한을 위반한 사실이 드러나 방통위에서 "권고" 조치를 받은 적이 있는데, PRODUCE 48에서도 또 다시 야간활동 제한을 위반하여 권고 조치를 받았다.[21] 결국 두 번 위법 사실이 적발된 엠넷은 당시 화제성이 높았으나 만 15세가 되지 않아 밤 10시 이후 야간활동 제한에 걸리는 참가자 장원영, 안유진 등이 파이널에 진출함에 따라, 법에 따라 파이널 생방송을 밤 8시로 조정했다. 2004년생인 남도현 등이 파이널에 진출한 PRODUCE X 101 역시 마찬가지였다.
- 이미 아이돌학교에서 최종선발되어 프로미스나인이라는 소속팀이 존재하는 장규리가 PRODUCE 48에서도 또 다시 도전했는데, 만약 장규리가 PRODUCE 48에서도 또 다시 최종선발 될 경우 프로미스나인과 아이즈원 중 하나는 무조건 버려야만 하기 때문에 큰 논란이 될 수 있었다.

### 투표 조작 사건

#### PRODUCE X 101
《프로듀스 X 101》이 종영된 후 시청자들은 최종 순위 발표식의 득표 차이가 29,978표, 7,494표 등으로 동일하게 반복되는 경우가 다수이고, 1위부터 20위까지의 득표수가 상수 7,494.44의 배수인 사실 등을 밝히며 디시인사이드 프로듀스 X 101 갤러리를 중심으로 투표 조작 의혹을 제기했다.
2019년 7월 24일, 바른미래당 하태경 의원은 《프로듀스 X 101》의 투표 조작이 거의 확실하다고 밝히며, 이는 채용 비리이자 취업 사기라고 주장했다. 하태경 의원은 "주변 수학자들에게 물어 보니, 1등에서 20등까지 20개의 이런 숫자 조합이 나올 확률은 수학적으로 0에 가깝답니다. 투표결과가 사전에 이미 프로그램화되어 있었다는 이야기입니다" 라고 지적하며 의혹을 제기했다. 또한, 투표 조작은 청소년들에게도 민주주의에 대한 왜곡된 가치관을 심어준다고 밝히며 검찰 수사를 촉구했다.
한편 프로듀스 X 101 유료투표 진상 규명 위원회에서는 법무법인 마스트에 형사 소송에 대한 변호사 선임을 완료했다며, 서울중앙지방검찰청에 집단 소송을 진행할 예정이라고 밝혔다. 그러면서 문자 투표는 유료로 진행되었기 때문에 민사 소송이 아닌 사기 및 위계에 의한 업무방해죄 혐의로 고소를 진행한다고 밝혔다. 이러한 사기 혐의가 입증될 경우 10년 이하의 징역, 2000만 원 이하의 벌금이 선고될 수 있으며, 위계에 의한 업무방해가 인정될 경우에도 5년 이하의 징역, 1500만 원 이하의 벌금이 선고될 수 있다. 법무법인 측은 이외에도 방송법, 업무상 배임 등 혐의도 적용할 수 있는지를 검토 중이라고 밝혔다. 또한, 방송통신심의위원회에서도 관련 민원이 260여건이 접수되어 안건 상정 여부를 검토 중이라고 밝혔다.
이렇듯 논란이 커지자 무입장으로 일관하던 엠넷 측은 뒤늦게 최종 득표수 집계에 오류가 있었다고 인정하면서도, 순위 변동은 없다고 주장하였다. 이에, 하태경 의원은 엠넷의 추가 해명도 오류투성이라고 비판하며, 반올림 후 나오는 숫자가 0과 9 사이에서 다양하지 않고 0과 5로만 나온 것을 그 근거로 들었다. 또한, 이러한 경우는 복권에 연달아 두 번 당첨될 확률보다 훨씬 낮다며 원본 데이터(raw data) 공개를 강력히 요구하였다. 그러자 엠넷은 재차 사과글을 올린 후, 사실관계 파악에 한계가 있다고 판단돼 공신력 있는 수사 기관에 수사를 의뢰하겠다고 밝혔다. 이후, 경찰에서 투표 조작 의혹에 대한 내사를 시작하면서 7월 31일, CJ ENM 내 제작진 사무실과 문자 투표 데이터 보관 업체를 압수수색했다. 이어서, 서울중앙지방검찰청에서도 이 사건을 형사6부에 배당한 후, 서울지방경찰청 사이버수사대가 수사하도록 지휘했다.
같은 해 8월 19일, 경찰이 압수수색하는 과정에서 제작진이 조작을 직접적으로 언급한 녹음 파일을 확보했다고 밝혔다. 또한, 녹음 파일에는 이전 시즌에 대한 조작도 언급되었다고 밝혔다. 이에 따라서 8월 12일, 경찰은 CJ E&M 사무실 및 제작진 주거지 등에 대해 2차 압수수색을 실시하였다고 밝혔다. 9월 2일, 서울지방경찰청은 기자간담회에서 PRODUCE 101의 모든 시즌에 대하여 조작 의혹 수사를 진행 중이라고 밝혔다.
10월 1일, 서울지방경찰청 사이버수사대는 프로듀스 X 101에서 데뷔조로 선발된 11명 가운데 일부 연습생의 최종 득표수가 실제로는 탈락군에 속했던 사실을 파악했으며, 탈락군에서 데뷔조로 순위가 뒤바뀐 연습생은 2 ~ 3명 정도라고 밝혔다. 따라서, 경찰은 이와 같은 순위 변동에 사실상 투표수 조작이 있었다고 보고, 안준영 PD 등 제작진을 업무방해 혐의로 입건했다. 아울러 투표수 조작을 두고 제작진과 연습생 소속사 사이 금전 거래가 오갔는지도 수사 중이라고 밝혔다고 노컷뉴스가 취재하여 보도하였다. 같은 날 경찰은 스타쉽 엔터테인먼트, 울림 엔터테인먼트, MBK 엔터테인먼트 등 보이 그룹 X1의 일원이 소속된 소속사를 압수수색했다.
또한, MBC PD수첩은 "과제를 미리 알고 있었어요. 이미 정해져 있던데요."라는 내용의 글씨가 써진 예고편을 공개하며, 2019년 10월 15일에 투표 조작 의혹과 관련하여 방송할 것이라고 밝혔다. 10월 3일, MBC 뉴스데스크에서는 프로듀스 X 101에 참가한 한 연습생이 제작진이 처음부터 특정 연습생들만 촬영해 방송하였으며, 일부는 경연곡을 미리 알고 연습했다는 증언을 했다고 보도하였다.
다음 날인 10월 4일, 대한민국 국회 국정감사에서 이종걸 더불어민주당 의원은 프로듀스 X 101 투표 조작 의혹과 관련하여 방송통신위원회와 방송통신심의위원회가 이와 관련 동종 프로그램의 전수 조사가 필요하다고 주장했으며, 이 사건은 방송은 물론 나라의 신용도까지도 영향을 미칠 수 있는 아주 중요한 사건이라고 발언했다. 그러자 한상혁 방송통신위원장은 "데이터만 보더라도 의혹은 충분"하다며, "방심의에서 엄격하게 살펴봐야겠지만 저희들도 유사 프로그램 실태 파악에 최선을 다하겠다"고 답했다. 또한, 강상현 방송통신심의위원회 심의위원장은 "방송 내용이 사실과 다를 경우에 굉장히 엄격하게 다루고 있는데, 의도(적으로 결과를 왜곡)까지 더해진다면 중징계가 예상된다"고 전했다.
10월 15일, MBC PD수첩은 이러한 논란에 관하여 방송하였으며, 해당 방송은 이날 MBC가 방송한 모든 프로그램 중 최고 시청률을 기록하였다.
10월 30일, 경찰은 업무방해·사기·배임수재 등 혐의로 PRODUCE X 101 제작진들 및 연예 기획사 관계자 4명에 대하여 구속 영장을 신청하였다.
11월 1일에는 경찰이 안준영 PD, 김용범 CP, PD 이 모씨, 스타쉽 엔터테인먼트 부사장 김 모씨 등에 대해 지난 1일 출국금지 조치를 요청한 것으로 전해졌다.
11월 5일, 서울중앙지방법원에서 안준영 PD와 김용범 CP를 비롯한 프로듀스 X 101 제작진들 및 연예 기획사 관계자 4명에 대한 영장실질심사가 진행되었고, 포승줄에 묶여 유치장으로 이송되었다. 구속 위기에 몰리자 엠넷은 "수사에 적극적으로 협조하고 수사 결과에 따라 책임질 부분에 대해서는 반드시 책임을 지도록 하겠다"며 공식적으로 사과하였다. 결국 서울중앙지방법원 명재권 영장전담 부장판사는 사기와 위계에 의한 업무방해 등의 혐의로 안준영 PD와 김용범 CP 2명에 대하여 구속 영장을 발부하였다. 한편, 서울지방경찰청은 CJ ENM 신형관 부사장의 사무실과 연예 기획사 1곳에 대해 추가 압수수색을 진행하였다. 같은 날, SBS 8 뉴스에서는 안준영 PD가 연예 기획사 관계자들로부터 강남에 위치한 유흥업소에서 수백 만원 대에 달하는 접대를 여러 차례 받은 정황과 휴대전화 메시지 등 증거를 없애려 한 정황을 경찰이 포착하여 확인했다고 보도하였다.
다음 날인 11월 6일, 경찰은 안준영 PD가 《PRODUCE 48》과 《PRODUCE X 101》의 순위 조작 혐의를 인정했으며, 《PRODUCE 101》과 《PRODUCE 101 시즌 2》에 대해서는 혐의를 부인하였다고 밝혔다. 또한, 경찰은 안준영 PD가 2018년 하반기부터 연예기획사들로부터 서울 강남 일대 유흥업소에서 40차례 이상 접대를 받았고, 한 번에 수백만 원씩 전체 접대 액수가 1억 원이 넘는 접대를 받은 것으로 파악하고 있다고 밝혔다.
11월 7일, CJ ENM은 X1 일원의 소속사들과 계약서 내용이 절충이 되지 않아 결국 계약이 성사되지 않았고, X1은 CJ ENM과의 정식 계약서 없이 활동을 이어 가고 있었다는 사실이 보도되었다.
11월 8일, 경찰은 《PRODUCE 48》과 《PRODUCE X 101》 시청자 문자 투표를 관리했던 업체 원본 자료가 실제 방송에서 공개된 순위와 다른 것을 확인했다고 밝혔다. 또한, 특히 《PRODUCE X 101》의 경우 경합을 하기 전에 이미 순위가 정해져 있었다고 밝혔다. 안준영 PD도 미리 정해놓은 연습생들이 있었다고 시인한 것으로 전해졌다.
11월 12일, 서울지방경찰청은 기자 간담회에서 《PRODUCE X 101》 제작진과 연예 기획사 관계자 뿐만 아니라 CJ ENM 고위 관계자까지 총 10여 명을 입건했다고 밝혔다.
11월 14일, 안준영 PD와 김용범 CP는 구속 기간이 만료됨에 따라 종로경찰서 유치장에서 검찰로 송치되었다.
11월 16일, 이 사건의 여파로 결국 X1은 2019 브이라이브 어워즈 'V 하트비트'에 불참하였고, 추가 활동 일정도 없다고 밝혔다. 그러면서 X1은 사실상 활동 중단 상태가 되었다. 그 후 공식 석상에서 볼 수 있었던 건 남도현이 한림연예예술고등학교 합격자 예비소집에 온 것이 전부였다.
11월 18일, X1 팬덤 '원잇'은 가입비 환불 대책 위원회를 결성하여 팬클럽 가입비 환불을 촉구하며 항의하였고, 환불 조치가 진행되지 않을 경우 법적 대응도 불사하겠다고 밝혔다. 이들은 7월에 팬클럽에 가입한 후 현재까지 회원 카드 등이 포함된 공식 키트도 받지 못했으며, 특히 X1의 활동이 중단되면서 티켓 선예매나 공식스케줄 우선 참여 혜택 등을 팬클럽 활동 기간 내에 전혀 받지 못하고 있다고 밝혔다. 한편, 엠넷은 사건의 여파로 《PRODUCE 101》 모든 시즌의 다시보기 서비스를 중단하였다.
11월 26일, IZ*ONE , X1은 12월 4일 열리는 엠넷 아시안 뮤직 어워드 불참을 확정하였다.
12월 3일, 서울중앙지방검찰청은 《PRODUCE 101》 모든 시즌이 순위가 조작되었다고 결론을 내렸다. 그러면서 안준영 PD와 김용범 CP를 업무방해와 사기 등의 혐의로 구속기소하였다. 한편, 보조PD 이모 씨는 안준영 PD 등과 같은 혐의로 불구속기소하였다. 또한, 스타쉽 엔터테인먼트 김모 대표와 김모 부사장, 울림 엔터테인먼트 전 직원 이모 씨, 에잇디 크리에이티브 전 직원으로서 자신의 기획사 앙팡테리블을 차린 류모 씨, 어라운드어스 소속 김모 씨를 비롯한 연예기획사 임직원 5명은 배임증재·배임수재·청탁금지법 위반 등 혐의로 불구속 기소하였다.
12월 5일, 서울중앙지방법원은 첫 재판 날짜를 12월 20일로 확정하였다. 한편, 서울중앙지방검찰청이 국회에 제출한 공소장을 보면 안준영 PD나 김용범 CP 등 제작진의 개인 일탈로 결론이 되었고, 오히려 CJ ENM은 '피해자'로 판단하여 논란이 되었다. 이와 관련하여 MBC PD수첩 CP 박건식 시사교양1부장은 "CJ가 피해자가 되면서 조직적인 조작 의혹에 대해 더 윗선으로 수사가 확대되지 못했다"며 꼬리 자르기 의혹을 제기했다.
12월 6일, 다수의 언론에서 《PRODUCE 101》 시리즈 제작진을 접대한 소속사로 연예기획사 4곳이 언급되어 보도되기 시작하였다. 그러자, 에잇디크리에이티브는 "현재 프로듀스101 제작진 접대와 관련해 거론되고 있는 류모 씨는 당사에서 음반 PR 업무를 전담해 맡은 적은 있으나 지난해 퇴사하여 본인 기획사 앙팡테리블을 설립해 본사와는 관계가 없다"고 선을 그었다. 이어 "본사는 류씨가 설립한 앙팡테리블의 소속 연습생이 프로듀스X 출연 과정에서 조사를 받은 것으로 알고 있다"면서 "에잇디크리에이티브는 본 순위 조작 관련해 그 어떠한 조사도 받은 적이 없으며 접대한 사실조차 없다"고 밝혔다. 이어 "소속 아티스트가 피해를 보지 않도록 사실과 다른 추측성 루머의 유포와 언론 보도를 자제해 주시길 요청드린다"고 덧붙였다. 또한, 어라운드어스도 "해당 PD와 업무적인 관계 유지를 위한 술자리가 있었던 것은 사실이지만, 청탁은 절대 없었다"고 밝혔다. 한편, 스타쉽 엔터테인먼트와 울림 엔터테인먼트는 공식 입장을 내놓지 않고 침묵하거나 관련 내용을 "확인 중"이라고 밝히고 있다. 같은 날, 안준영 PD 등 《PRODUCE 101》 제작진 담당 법무법인은 법원에 사임계를 제출하였다.
X1은 이 사건에 발목잡혀, 결국 데뷔할 때부터 해체할 때까지 지상파 방송에 아예 출연하지 못했다. X1뿐만 아니라 프로듀스 X 101 파이널 방송 자체의 조작 의혹 때문에, 당시 프듀X 파이널 진출자로 프듀X 이후 솔로 혹은 그룹 앨범을 발표한 이진혁과 송유빈이 이 여파로 뮤직뱅크에 출연하지 못하는 사태가 벌어졌다.
결국 X1은 각 멤버들의 소속사 간에 이견까지 발생하면서, 2020년 1월 6일에 해산했다.
그리고 X1이 해체한 후 김우석, 남도현, 이한결, 한승우가 지상파에 나왔을 때에도, X1에 대한 언급은 방송에 한동안 나가지 않았다.
논란 속에서 활동했음에도, CJ 측이 X1 멤버들에게 정산한 것이 단 하나도 없다는 사실이 드러나면서 논란이 다시 한 번 일었다. 2020년 7월 15일 라디오 스타에 출연한 김우석을 통해 X1이 지상파에 처음 언급됐는데, X1 활동으로 정산을 받았다고 말하면서 논란이 있었던 정산 문제는 해결된 것으로 보인다.
2020년 5월 12일 서울중앙지법에서 열린 결심 공판에서 김용범과 안준영은 모두 징역 3년을 구형받았으며, 안준영에게는 추징금 3,600만 원이 추가됐다.
같은 법원에서 5월 29일에 열린 1심 선고 공판 결과 안준영은 징역 2년에 추징금 3,700만 원, 김용범은 징역 1년 8개월을 선고받았으며, 모두 집행유예 없이 실형이 확정됐다. 함께 기소된 보조 PD와 기획사 임직원 5명은 벌금형에 그쳤다.
그러나 이에 대해 안준영 PD 측은 6월 4일에 항소하였다.

#### PRODUCE 48
2019년 8월 30일, KBS는 PRODUCE 48도 투표 조작 정황이 있다고 보도하였다. 11월 6일, 안준영 PD가 《PRODUCE 48》 순위 조작 혐의를 인정하면서 아이즈원은 첫 정규 앨범 발매가 2020년으로 연기되었고, 스케줄이 연달아 취소되는 등 직격타를 맞았다. 그리고 소속사에서 요구해 멤버를 조작했다고 알려진다. 미리 데뷔조 12명을 정해놓았고 실제로는 이가은이 5위, 한초원이 6위로 데뷔해야 했으나 원래 정해져 있던 12명을 데뷔시킨 것이다.

#### 아이돌학교
2019년 9월 6일에 서울지방경찰청이 아이돌학교에 대해서도 투표 조작 여부에 대한 수사에 돌입했다고 밝혔다. 경찰은 아이돌학교 관계자 및 '아이돌학교 조작논란 진상규명위원회'를 소환해 참고인을 조사하였다고 밝혔다. 10월 2일, 아이돌학교에 참가했던 이해인의 아버지는 탁구 커뮤니티 고고탁과 디시인사이드 이해인 갤러리에 글을 남기며 엠넷의 부당한 처사에 억울함을 드러냈다. 해당 글에는 아이돌학교 촬영 중에 자신의 딸 이해인이 이유도 알지 못한 채 정체를 알 수 없는 계약서에 서명해야 했고, 조작 논란 당시에도 회사 측에서 2019년 10월까지 데뷔는 물론 개인 활동까지 시켜준다고 약속해놓고 방치했다고 밝혔다. 덧붙여, 엠넷의 투표 조작이 사실이라면 자신의 딸을 두 번이나 희롱한 것이며, 비인간적인 행동이라고 밝혔다. 이어서 10월 7일, 이해인도 자신의 인스타그램에 장문의 글을 남겼고, 촬영 당시 "인권이라는 것이 없었다"며 부당한 처우를 받았다고 폭로했다. 11월 6일, 경찰은 자료 분석이 끝나는 대로 조만간 아이돌학교 제작진 등 관련자를 소환할 예정이라고 밝혔다.
2020년 7월 8일에 서울중앙지방검찰청에서 제작진을 불구속 기소했다.

#### PRODUCE 101
2019년 11월 14일, 안준영 PD는 결국 《PRODUCE 101》 순위도 조작하였다고 시인하였다. 그러자, 《PRODUCE 101》 시청자도 진상규명위원회를 결성하면서 원본 데이터 공개를 강력하게 주장하였다. 12월 13일, 안준영 PD에 대한 서울중앙지방검찰청의 불기소이유서를 통해 아이오아이 멤버 중 1명이 투표 조작으로 데뷔하였다는 것이 드러났다. 당시 제작진이 최종 데뷔 조인 상위 11명에 포함되었던 A 연습생과 11위 밖에 있던 B 연습생의 순위를 바꿔치기 하면서 B 연습생을 데뷔시켰다는 사실이 밝혀졌다. 다만, 검찰은 안준영 PD가 시즌1에서는 1차 선발 과정 조작에만 개입한 것으로 판단했다. 대신 데뷔조 조작에 관여한 다른 제작진으로 보이는 시즌1 당시 CP 한동철 PD와 메인작가였던 박모 작가가 거론되었다. 검찰은 불기소이유서에서 "안준영 PD는 시즌1 마지막 생방송 당시 중계차에서 촬영분을 편집하며 방송 송출 업무를 보고 있었고 투표 결과 집계 업무를 담당하지 않아 집계 결과를 조작한 사실이 없다고 부인했다"고 설명했다. 이어 "당시 프로그램을 총괄하던 한동철 전 CJ ENM PD와 박 작가도 투표결과 집계 업무는 자신들이 했다고 했다"고 덧붙였다.

#### PRODUCE 101 시즌 2
2019년 11월 14일, 안준영 PD는 결국 《PRODUCE 101 시즌 2》 순위도 조작하였다고 시인하였다. 그러자, 《PRODUCE 101 시즌 2》 시청자도 진상규명위원회를 결성하면서 원본 데이터 공개를 강력하게 주장하였다. 당시 한 연습생이 데뷔 순위권(상위 11위)에 들었지만 데뷔조에 들고 싶지 않다는 입장을 밝혔고, 이에 데뷔조에 들고 싶지 않다는 연습생을 제외, 12위 연습생을 데뷔조에 넣었다고 주장했다. (순위 조작이 아닌 11명을 맞추기 위해 데뷔 순위권에 들지 못한 연습생들 중 가장 순위가 높은 연습생을 대신하여 데뷔조에 넣은 것)

## 반응

### 대한민국
- 대한민국의 TV 화제성 분석 회사인 굿데이터 코퍼레이션이 방송 중이거나 방송예정인 비드라마 190개의 방송으로 출연자를 대상으로 실시한 조사에 따르면 7주 연속으로 비드라마 부문의 화제성 1위(점유율 23.7％)를 기록하였다.[92]
- CJ ENM과 닐센 코리아가 공동으로 실시한 컨텐츠 영향력 및 화제성 조사에서 영향력이 있는 방송 프로그램 1위를 차지하였다.[93]
- 방송에서 미션곡으로 사용됐던 〈귀를 기울이면 (LOVE WHISPER)〉를 부른 여자친구의 멤버들은 인터뷰 중에 그룹 배틀 평가 중의 야부키 나코 팀의 무대에 대해서 언급하였다.[94]
- 트와이스의 멤버 지효와 사나는 V LIVE를 통해서 《프로듀스 48》를 잘 보고 있다고 한 후에 치바 에리이에 대해서 언급하였으며, 치바 에리이가 블랙핑크의 〈붐바야〉 무대를 할 수 없다고 발언한 장면을 흉내내면서 치바 에리이가 방송 중에 웅크리고 있는 모습이 가장 귀여웠다고 말하였다.[95][96]

### 일본
- HKT48의 사시하라 리노는 방송 기획이 공표됐을 때에 “잘 팔리지 않는 멤버는 '프로듀스 48'에 참가하는 게 좋겠다”라고 언급하였다.[97] 또, 《PRODUCE 48》에 출연해서 〈내꺼야 (PICK ME)〉를 추고 있는 야부키 나코에 대해서 자신의 ‘이 아이는 정말 재능있어. 슈퍼스타 되면 스테이크 사줘’라고 트위터에서 언급하였다.[98][99]
- 방송 출연의 영향으로 지금까지 AKB48 선발총선거에서 하위권 또는 권외였던 AKB 그룹 멤버가 해당 방송 내에서 무대나 개개인의 캐릭터를 본 시청자들로부터 재호평을 받고 있다.[100] AKB48 53rd 싱글 세계 선발 총선거에서 권외였던 AKB48의 타케우치 미유는 대한민국에서 〈셀럽파이브 (셀럽이 되고 싶어)〉로 알려진 원곡 〈ダンシング・ヒーロー→댄싱 히어로〉를 스스로 재즈풍으로 편곡하였으며[101][102], NMB48의 무라세 사에는 2018년 AKB 선발 총선거에서 90위였지만 제4회에서 방송된 무대 영상이 한일 양국의 인터넷에서 좋은 반응을 일으켰다.[103]
- 방송 기간 중에는 방송 참가 멤버의 SNS 발신이 크게 제한되어 있지만, 《PRODUCE 48》에 참가하지 않은 AKB 멤버인 타니구치 메구, 무라야마 유이리 등에 의하여 《PRODUCE 48》 방송일에 SHOWROOM 실황 웹 방송이 행해졌다.[104] 타니구치 메구는 자신의 트위터에서 “너무 감정 이입해서, 뭔가, 더... 힘내고 있는 모습에 감동, 자극, 파워 많이 많이 느꼈어요!”라며 방송에 대한 감상을 서술하고 있다.[105]

## 기타
- 아이돌학교에 참가한 연습생들 중 일부가 PRODUCE 48에 다시 도전하였다. 장규리, 이시안, 조유리, 배은영 4명이 스톤뮤직 소속으로 참가하였으며, 특히 장규리는 아이돌학교에서 최종 선발되어 프로미스나인으로 데뷔하였음에도 여기에 다시 출전하게 되었다.(자신은 연습생 생활을 길게 하지 않고 데뷔를 하여 다시 하고 싶은 마음에 진출을 했다고 주장하였지만 네티즌들은 프로미스나인의 소속사에서 프로미스나인을 보여주려고 내보냈다고 한다.) 하지만 아이돌학교에서와는 달리 조유리가 최종 선발되고 장규리는 25위로 밀려 파이널 진출에 실패했다. 이시안, 배은영은 두 번 모두 탈락했으며, 조유리를 제외한 참가자 3명은 모두 아이돌학교 대비 성적이 1단계 하락했다.
- 9회에서 갑자기 일본인 참가자를 밀어주는 광풍이 불었다. 이 때문에 대한민국 참가자들의 등수가 전체적으로 하락하였으며, 특히 장원영은 이전 회까지 4등 아래로 떨어진 적이 없었지만 8회에서 1등을 하고도 7계단이나 추락한 8등을 기록하였다. 실제로도 8회까지 12위권 내에 진입한 일본 참가자는 미야와키 사쿠라, 혼다 히토미, 야부키 나코 이렇게 3명뿐이었으며 9회에서 한일 양쪽 참가자들을 각각 6명씩 맞게 되었다. 그럼에도 불구하고 장원영은 다시 1등을 회복해 최종순위 1등을 차지했다.
- 오후 10시 이후 야간활동 제한에 걸리는 안유진과 장원영 때문에 파이널이 오후 8시로 조정되었는데, 이 영향으로 10대들의 문자투표가 대거 늘어났다. 이 때문에 평소 10대들의 지지표가 많았으나 파이널 직전 시점 기준으로 데뷔권 바깥에 있었던 조유리, 최예나, 김채원, 안유진 등이 파이널에서 10대들의 대대적인 지지표를 등에 업으며 기사회생했다. 반면 10대 지지자가 상대적으로 적었던 이가은, 미야자키 미호, 한초원 등은 10대 지지표를 많이 얻지 못하게 되어 파이널에서 크게 손해를 보았다.
- 하지만 이러한 순위 결과가 PD의 개인적인 선호도에 의한 것이었고, PRODUCE X 101 종영 직후 투표 조작이 불거지자 경찰이 수사에 들어갔다. 조사 결과 PRODUCE 48을 포함한 다른 프로듀스 시리즈에도 조작이 있는 것으로 밝혀져, 2019년 11월 5일 프로듀서 안준영 PD와 김용범 CP에 대한 구속영장이 발부되었다. 또한 이 사건은 파이널 당시에도 조작 논란이 일었던 아이돌학교까지 번졌고, 아이돌학교 역시 조작한 사실이 맞다는 게 드러나 이 또한 CP였던 김태은이 2021년에 열린 1심에서 실형을 선고받아 법정 구속되는 사태가 발생했다.

## 음반 목록

### 싱글
| 2018                                      | "내꺼야 (PICK ME)"                                | — | —  | — |  |  | PRODUCE 48 - 내꺼야 (PICK ME)    |  |
| 2018                                      | "Rollin' Rollin'"                                 |   | 33 |   |  |  | PRODUCE 48 - 30 Girls 6 Concepts |  |
| 2018                                      | "너에게 닿기를 (To reach you)"                    |   | 25 |   |  |  | PRODUCE 48 - 30 Girls 6 Concepts |  |
| 2018                                      | "Rumor"                                           |   | 18 |   |  |  | PRODUCE 48 - 30 Girls 6 Concepts |  |
| 2018                                      | "다시 만나 (See you again)"                       |   | 23 |   |  |  | PRODUCE 48 - 30 Girls 6 Concepts |  |
| 2018                                      | "1000%"                                           |   | 31 |   |  |  | PRODUCE 48 - 30 Girls 6 Concepts |  |
| 2018                                      | "I AM"                                            |   | 40 |   |  |  | PRODUCE 48 - 30 Girls 6 Concepts |  |
| 2018                                      | "앞으로 잘 부탁해 (We Together)"                  |   | 94 |   |  |  | PRODUCE 48 - FINAL               |  |
| 2018                                      | "반해버리잖아? (好きになっちゃうだろう？)"        |   | 96 |   |  |  | PRODUCE 48 - FINAL               |  |
| 2018                                      | "꿈을 꾸는 동안 (夢を見ている間) (Korean Ver.)"   |   | 80 |   |  |  | PRODUCE 48 - FINAL               |  |
| 2018                                      | "꿈을 꾸는 동안 (夢を見ている間) (Japanese Ver.)" |   | —  |   |  |  | PRODUCE 48 - FINAL               |  |
| "—" 표시는 차트에 진입하지 못함을 의미함. |                                                   |   |    |   |  |  |                                  |  |

## 시청률
아래의 파란색 숫자는 '최저 시청률'이고, 빨간색 숫자는 '최고 시청률'입니다.

시청률조사회사와 지역별로 시청률에 차이가 있을 수 있습니다. 
| 회차 | 방송일자        | 시청률     | 시청률      |
| 회차 | 방송일자        | AGB 시청률 | TNmS 시청률 |
| ---- | --------------- | ---------- | ----------- |
| 1화  | 2018년 6월 15일 | 1.1%       | 1.2%        |
| 2화  | 2018년 6월 22일 | 1.9%       | 2.1%        |
| 3화  | 2018년 6월 29일 | 2.0%       | 2.2%        |
| 4화  | 2018년 7월 6일  | 2.8%       | 3.0%        |
| 5화  | 2018년 7월 13일 | 2.5%       | 2.7%        |
| 6화  | 2018년 7월 20일 | 2.5%       | 2.6%        |
| 7화  | 2018년 7월 27일 | 2.1%       | 2.3%        |
| 8화  | 2018년 8월 3일  | 2.4%       | 2.5%        |
| 9화  | 2018년 8월 10일 | 2.6%       | 2.7%        |
| 10화 | 2018년 8월 17일 | 2.6%       | 2.8%        |
| 11화 | 2018년 8월 24일 | 2.4%       | 2.6%        |
| 12화 | 2018년 8월 31일 | 3.1%       | 3.4%        |

## 나라별 방송
| 국가                                                                                        | 방송국     | 첫 방송         |
| ------------------------------------------------------------------------------------------- | ---------- | --------------- |
| 일본                                                                                        | Mnet Japan | 2018년 6월 15일 |
| 일본                                                                                        | BS스카파!  | 2018년 6월 15일 |
| 홍콩 싱가포르 마카오 말레이시아 인도네시아 대만 태국 스리랑카 필리핀 캄보디아 미얀마 베트남 | tvN Asia   | 2018년 6월 21일 |

## 동일 소재 프로그램
서바이벌 오디션
- 슈퍼스타K 시리즈 (Mnet)
- 스타 오디션 위대한 탄생 시리즈 (MBC 예능본부 제작)
- K팝스타 시리즈 (SBS 예능본부 제작)
- Show Me The Money 시리즈 (Mnet)
- 슈퍼스타 서바이벌 (2006, SBS 예능본부 제작)
- PRODUCE 101 (2016, Mnet)
- PRODUCE 101 시즌 2 (2017, Mnet)
- PRODUCE X 101 (2019, Mnet)
- 소년24 (2016, Mnet)
- 아이돌학교 (2017, Mnet)
- 아이돌 리부팅 프로젝트 더 유닛 (2017, KBS 예능본부 제작)
- 믹스나인 (2017, JTBC)
- 언더나인틴 (2018, MBC 예능본부 제작)
- 슈퍼밴드 (2019, JTBC)
- 보이스퀸 (2019, MBN)
- 내일은 미스트롯 (2019, TV조선 예능본부 제작)
- 내일은 미스트롯 2 (2020, TV조선 예능본부 제작)
- 내일은 미스터트롯 (2020, TV조선 예능본부 제작)
- 트롯신이 떴다 (2020, SBS 예능본부 제작)
- 트로트퀸 (2020, MBN)
- I-LAND (2020, Mnet)
- 트로트의 민족 (2020, MBC 예능본부 제작)
- 트롯 전국체전 (2020, KBS 예능본부 제작)
- 보이스킹 (2021, MBN)
- LOUD (2021, SBS 예능본부 제작)

트로트 소재 예능
- 트로트 엑스 (2014, Mnet)
- 놀면 뭐하니? - 뽕포유 (2019, MBC 예능본부)
- 나는 트로트 가수다 (2020, MBC 에브리원)
- 트롯신이 떴다 (2020, SBS 예능본부 제작)
- 보이스 트롯 (2020, MBN)

## 같이 보기
- PRODUCE 101 JAPAN (TBS, GYAO!)

### 참조주
1. ↑  “「PRODUCE48」注目の韓国メンバーは？美貌にネット騒然…“チェック必須”の練習生5人＜プロフィール＞” [“프로듀스 48” 주목의 한국 멤버는? 미모에 넷 상에서 난리…“체크 필수”인 연습생 5명의 프로필]. 《모델프레스》 (일본어). 2018년 5월 15일.
2. 1 2 3 4  “「PRODUCE48」“丸わかりガイド”＜システム・今後のスケジュール・出演メンバー等＞” [“프로듀스 48”의 완벽 가이드 ＜시스템, 금후의 스케줄, 출연 멤버 등＞]. 《모델프레스》. 2018년 6월 15일.
3. ↑  박소영 (2018년 8월 31일). “'프로듀스48' 장원영·사쿠라에 이채연까지..12人 반전의 최종순위[종합]”. OSEN. 2018년 9월 1일에 확인함.
4. ↑  황지영 (2019년 11월 6일). “"안PD, 경찰조사서 '프듀48'·'프듀X' 조작 혐의 인정"””. 일간스포츠. 2019년 11월 8일에 확인함.
5. ↑  “TWICEが楽曲賞「MAMA in Japan」でAKB48×I.O.I、SEVENTEEN×NU'EST Wも” [트와이스가 올해의 노래상, “MAMA in Japan”에서 AKB48×I.O.I, 세븐틴×뉴이스트도]. 《나탈리》 (일본어). 2017년 11월 30일.
6. ↑  “「PRODUCE 48」の輪郭が明らかに…「AKB48」現メンバー含め立候補制で参加者が決定” [“프로듀스 48”의 윤곽이 밝혀져…AKB48 현재 멤버를 포함해서 입후보제로 결정]. 《wowkorea》 (일본어). 2017년 12월 11일.
7. ↑  “[현장] '프로듀스 48' 안준영 PD, "꿈·성장 집중, 한일전만으로 보지 않았으면"”. 《서울경제》. 2018년 6월 11일.
8. ↑  “ＡＫＢ高橋朱里ら日韓ユニット結成へ韓国番組参加” [AKB 타카하시 쥬리 등 한일 유닛 결성으로 한국 방송 참가]. 《닛칸 스포츠》 (일본어). 2018년 6월 11일.
9. ↑  “「1回1万円」練習生に出演料の支払いを約束…「PRODUCE48」の型破りな待遇が話題” [‘1회 10만원’ 연습생에게 출연료 지불을 약속…“PRODUCE48”의 파격적인 대우가 화제]. 《OSEN》 (일본어). 2018년 4월 17일  – kstyle 경유.
10. ↑  “「PRODUCE 48」の輪郭が明らかに…「AKB48」現メンバー含め立候補制で参加者が決定” [“PRODUCE 48”의 윤곽을 확실히…‘AKB48’ 현역 멤버 포함 입후보제로 참가자가 결정]. 《WoW!Korea》 (일본어). 2017년 12월 11일.
11. ↑  “「PRODUCE 48」、4月11日より撮影スタート＝練習生らは1週間合宿” [“PRODUCE 48”, 4월 11일부터 촬영 시작＝연습생들은 1주일간 합숙]. 《WoW!Korea》 (일본어). 2018년 4월 4일. 2019년 12월 6일에 원본 문서에서 보존된 문서. 2018년 9월 1일에 확인함.
12. ↑  “「PRODUCE 48」、新シグナルソングの収録終了…「Wanna One」デビュー曲手掛けた作曲チームの作品” [“PRODUCE 48”. 새로운 시그널 송의 녹음 종료…‘워너원’의 데뷔곡을 맡앗던 작곡 팀의 작품]. 《WoW!Korea》 (일본어). 2018년 4월 19일.
13. ↑  “歌手兼俳優イ・スンギ、Mnet「PRODUCE 48」MCに確定” [가수 겸 배우 이승기, Mnet “PRODUCE 48” MC로 확정]. 《WoW!Korea》 (일본어). 2018년 4월 18일.
14. ↑  “「PRODUCE 48」、22日にMnet「エムカウントダウン」を初撮影 ”96人で初”お披露目ステージ” [“PRODUCE 48”, 22일에 Mnet “엠카운트다운”을 첫 촬영 ”96명으로 첫” 무대]. 《WoW!Korea》 (일본어). 2018년 4월 20일.
15. ↑  “「PRODUCE 48」出演の日韓練習生、「エムカウントダウン」放送前にファンと交流” [“PRODUCE 48” 출연의 한일 연습생, “엠카운트다운” 방송 전에 팬과 교류]. 《WoW!Korea》 (일본어). 2018년 5월 10일.
16. ↑  “AKBグループ参加で話題のMnet「PRODUCE 48」、「BSスカパー！」で同時放送へ” [AKB 그룹 참가로 화제인 Mnet “PRODUCE 48”, ‘BS스카파!’에서 동시 방송으로]. 《WoW!Korea》 (일본어). 2018년 6월 8일.
17. ↑  “Mnet「PRODUCE 48」側、番組は「日韓戦ではない」と説明” [Mnet “PRODUCE 48”측, 방송은 ‘한일전이 아니다’라고 설명]. 《WoW!Korea》 (일본어). 2018년 6월 11일.
18. ↑  공식 홈페이지 안내 보관됨 2019-05-14 - 웨이백 머신. 2018년 8월 4일. 2018년 8월 9일 확인.
19. ↑  “異例のラスト放送！「PRODUCE48」最終回8/31は夜8時に時間変更…10代出演者を考慮” [이례적인 마지막 방송! “PRODUCE48” 마지막화 8/31은 밤 8시로 시간 변경…10대 출연자를 고려] (일본어). 2018년 5월 16일.
20. ↑  “「PRODUCE48」1位～20位生存メンバー、AKB48握手会にサプライズ登場でファン熱狂” [“PRODUCE48” 1위 ~ 20위 생존 멤버, AKB48 악수회에 깜짝 등장으로 팬들 열광]. 《모델프레스》 (일본어). 2018년 8월 27일.
21. ↑  방통심의위, ‘프로듀스 48’ 권고…“미성년자 심야 활동” - 이데일리
22. ↑  ㅇㅇ(117.111) (2019년 7월 20일). “애미들 전부 프추눌러) 투표수 차이 똑같은거 뭐임?”. 디시인사이드 프로듀스 X 101 갤러리. 2019년 11월 5일에 확인함.
23. ↑  박영웅 (2019년 7월 24일). “[Y이슈] "연습생의 꿈?" '프듀X' 조작 논란, 투명하게 해명할 때”. YTN. 2019년 7월 24일에 확인함.
24. ↑  남형도 (2019년 7월 24일). “하태경 "프로듀스 X 101 투표조작 거의 확실…검찰 수사해야"”. 머니투데이. 2019년 7월 24일에 확인함.
25. ↑  심영주 (2019년 7월 24일). “하태경 "프로듀스 X 101 투표 조작, 채용 비리이자 취업 사기...검찰 수사해야"”. 조선일보. 2019년 7월 24일에 확인함.
26. ↑  강효진 (2019년 7월 24일). “"'프듀X' 조작 논란 해명해"…'국프' 집단소송 목적 '변호사 선임'”. 스포티비뉴스. 2019년 7월 24일에 확인함.
27. ↑  김소연 (2019년 7월 23일). “"'프듀X' 문자투표 조작 밝혀라"…Mnet '사기혐의' 집단 고소 예고”. 한국경제. 2019년 7월 24일에 확인함.
28. ↑  이정현, 송은경 (2019년 7월 24일). “오디션 초유의 사태…'프듀X' 팬들 투표조작 고소 예고”. 연합뉴스. 2019년 7월 24일에 확인함.
29. ↑  최보란 (2019년 7월 24일). “'프듀X' 투표 조작 의혹, 방심위 민원 접수 "안건 상정 검토"”. YEN. 2019년 7월 24일에 확인함.
30. ↑  이미나 (2019년 7월 24일). “'프듀X' 팬들 투표조작 고발한다니까 부랴부랴 입장해명한 엠넷…왜 그동안 입 닫았나”. 한국경제. 2019년 7월 24일에 확인함.
31. ↑  이은비 (2019년 7월 25일). “하태경 "엠넷, 해명도 오류 투성이...원본 데이터 공개하라"”. YTN. 2019년 7월 26일에 확인함.
32. ↑  김수정 (2019년 7월 26일). “엠넷 측 "'프듀' 조작논란 수사기관 의뢰..책임질것"[공식입장 전문]”. TV리포트. 2019년 7월 26일에 확인함.
33. ↑  백지은 (2019년 7월 28일). “[공식] 경찰 "'프듀X101' 투표조작논란 내사 착수"”. 스포츠조선. 2019년 7월 28일에 확인함.
34. ↑  동세호 (2019년 7월 31일). “'프듀X 조작 의혹' 엠넷·문자투표 데이터업체 압수수색”. SBS. 2019년 7월 31일에 확인함.
35. ↑  김계연 (2019년 8월 5일). “검찰도 '프듀X 조작 의혹' 수사 착수…고발사건 배당”. 연합뉴스. 2019년 8월 19일에 확인함.
36. ↑  박사라 (2019년 8월 19일). “[단독]"'프듀101' 조작" 언급된 파일, 제작진 폰에서 나왔다”. 중앙일보. 2019년 8월 19일에 확인함.
37. ↑  황혜진 (2019년 9월 2일). “경찰 ‘프로듀스’ 시리즈 조작의혹 수사…아이돌학교·쇼미·슈스케는 NO(종합)”. 뉴스엔. 2019년 9월 2일에 확인함.
38. ↑  윤준호·박성완 (2019년 10월 1일). “[단독] 경찰, '프듀X' 투표 조작 확인…합격자 바뀌었다”. CBS 노컷뉴스. 2019년 10월 1일에 확인함.
39. ↑  강지영 (2019년 10월 2일). “[Talk쏘는 정치] '프듀 투표 조작' 파문…기획사 압수수색”. JTBC. 2019년 10월 2일에 확인함.
40. ↑  PD수첩 (2019년 10월 1일). “[티저 예고] PD수첩 1214회(10월 15일 화 밤11시 5분 방송)”. 유튜브. 2019년 10월 1일에 확인함.
41. ↑  조명아 (2019년 10월 3일). “오디션 안 봐도 '본선 직행'…출연자 정해져 있었나”. MBC. 2019년 10월 3일에 확인함.
42. ↑  유다정 (2019년 10월 4일). “[국감] "프듀101 투표 조작, 의혹 충분...유사 프로그램 조사하겠다"”. 디지털투데이. 2019년 10월 4일에 확인함.
43. ↑  오달란 (2019년 10월 15일). “센터 맘대로 바꾸고 두달간 하혈도…PD수첩이 밝힌 엠넷 오디션의 민낯”. 서울신문. 2019년 10월 16일에 확인함.
44. ↑  황현규 (2019년 11월 5일). “경찰, '프듀 101 투표 조작' CJ ENM 압색…관계자 4명 출국금지”. 이데일리. 2019년 11월 5일에 확인함.
45. ↑  이승록 (2019년 11월 5일). “'프듀' 조작 의혹 안준영 PD, 영장심사 마쳐…포승줄 묶인 채 유치장 '구속 갈림길' [MD현장] (종합)”. 마이데일리. 2019년 11월 5일에 확인함.
46. ↑  이정현 (2019년 11월 5일). “엠넷, '프듀X' 제작진 영장청구에 "물의 사과, 수사 협조"”. 연합뉴스. 2019년 11월 5일에 확인함.
47. ↑  채혜선 (2019년 11월 5일). “[속보] ‘프듀 순위조작 의혹’ 안준영 엠넷 PD 구속”. 중앙일보. 2019년 11월 5일에 확인함.
48. ↑  김연지 (2019년 11월 5일). “[종합IS] 안준영PD·김용범CP 등 '프듀X' 순위 조작 의혹 2명 구속”. 일간스포츠. 2019년 11월 5일에 확인함.
49. ↑  박병국 (2019년 11월 5일). “경찰, 프로듀스X 순위 조작 의혹 CJ ENM 추가 압수수색 (종합)”. 헤럴드경제. 2019년 11월 5일에 확인함.
50. ↑  이정수 (2019년 11월 5일). “SBS “‘프듀X’ 안준영 PD 강남 유흥업소서 상습 접대받아””. 서울신문. 2019년 11월 5일에 확인함.
51. ↑  황지영 (2019년 11월 6일). “"안PD, 경찰조사서 '프듀48'·'프듀X' 조작 혐의 인정"””. 일간스포츠. 2019년 11월 8일에 확인함.
52. ↑  최주리 (2019년 11월 7일). “안준영 PD ‘프듀’ 시즌3·시즌4 조작 혐의 인정..접대 액수만 1억 원 넘어”. 서울경제. 2019년 11월 8일에 확인함.
53. ↑  김주희 (2019년 11월 7일). “'프듀X101' 엑스원, CJ EMN과 정식 계약 체결 없이 활동 중.."계약 내용 절충 안돼"”. 서울경제. 2019년 11월 8일에 확인함.
54. ↑  이선명 (2019년 11월 8일). “‘프로듀스X101’ 투표 전 엑스원 멤버 이미 내정…사실상 그룹 존폐 위기 [종합]”. 스포츠경향. 2019년 11월 8일에 확인함.
55. ↑  최민식 (2019년 11월 12일). “경찰, '프듀 투표조작' 수사 확대…CJ ENM 고위 관계자도 입건”. TV조선. 2019년 11월 12일에 확인함.
56. ↑  도욱일 (2019년 11월 14일). “[TD영상] 김용범 CP, 안준영 PD 검찰로 송치”. TV데일리. 2019년 11월 14일에 확인함.
57. ↑  김준석 (2019년 11월 15일). “엑스원, 'V하트비트' 불참→"추가 활동 없다"…활동 빨간불[종합]”. 스포츠조선. 2019년 11월 15일에 확인함.
58. ↑  김영록 (2019년 11월 15일). “[종합]엑스원·아이즈원, MAMA 불참 유력→사실상 활동중단…'프듀 조작' 눈사태”. 스포츠조선. 2019년 11월 15일에 확인함.
59. ↑  남도현‘빤짝빤짝, 예비소집생’ - 뉴스엔
60. ↑  이정연 (2019년 11월 19일). “‘프듀’ 조작 후폭풍…엑스원 팬들 “가입비 3만4000원 돌려줘””. 스포츠동아. 2019년 11월 19일에 확인함.
61. ↑  이정현 (2019년 11월 18일). “조작 논란 '프로듀스 101' 전 시즌 다시보기 중단”. 연합뉴스. 2019년 11월 19일에 확인함.
62. ↑  강진구 (2019년 11월 26일). “Mnet “엑스원ㆍ아이즈원 MAMA 불참한다””. 한국일보. 2019년 11월 26일에 확인함.
63. ↑  곽상은 (2019년 12월 3일). “검찰, '프듀' 1∼4시즌 모두 순위 조작 결론”. SBS. 2019년 12월 3일에 확인함.
64. ↑  윤상근 (2019년 12월 5일). “'프듀' 투표조작 파문 첫 재판 20일 열린다(공식)”. 스타뉴스. 2019년 12월 5일에 확인함.
65. ↑  정철운 (2019년 12월 9일). “'프로듀스 101' 조작 검찰 공소장, CJ ENM만 웃었다?”. 미디어오늘. 2019년 12월 9일에 확인함.
66. ↑  정철운 (2019년 12월 6일). “강혜원 소속사 에잇디, '프듀' 제작진 접대 의혹에…"본사와 무관"”. 미디어오늘. 2019년 12월 6일에 확인함.
67. ↑  김준석 (2019년 12월 6일). “어라운드어스 "술은 샀지만, 청탁 NO"…'프듀' 제작진 접대 의혹 '일파만파'[종합]”. 스포츠조선. 2019년 12월 6일에 확인함.
68. ↑  박윤진 (2019년 12월 6일). “'프듀' 제작진 접대 소속사? 에잇디·어라운드어스 '부인'→스타쉽·울림 '침묵' [종합]”. 마이데일리. 2019년 12월 6일에 확인함.
69. ↑  성민주 (2019년 12월 12일). “[단독] 안준영 PD 등 '프듀' 제작진 담당 법무법인, 사임계 제출..변호인단 변화”. TV리포트. 2019년 12월 12일에 확인함.
70. ↑  반대로 파이널을 앞두고 부상으로 자진 하차한 최병찬의 소속 그룹 빅톤은 영향을 받지 않았으며, 강승식이 리더를 대행하여 뮤직뱅크에 나설 수 있었다.
71. ↑  "데뷔 5개월 만에 역사 속으로" 해체 엑스원, 시작부터 끝까지 가혹했다 - 엑스포츠뉴스
72. ↑  엑스원, 해체 42일째 정산 0원…말뿐인 피해구제 - 일간스포츠
73. ↑  '라디오스타' 김우석, 데뷔 5년 만에 첫 정산→부모님 빚 청산 고백 - 스포츠조선
74. ↑  '프듀 순위조작' 안준영·김용범 3년 구형…"시청자 들러리로" - 연합뉴스
75. ↑  '프듀 순위조작' 안준영 1심 징역 2년…"대중 불신에 큰 책임" - 연합뉴스
76. ↑  '프듀 순위조작' 안준영 PD·검찰 모두 항소 - 연합뉴스
77. ↑  양예빈 (2019년 8월 30일). “[단독] 아이즈원 탄생시킨 ‘프듀 시즌3’도 조작 정황”. KBS. 2019년 8월 30일에 확인함.
78. ↑  이호연 (2019년 11월 8일). “‘컴백 연기→스케줄 취소’ 아이즈원 행보에 ‘프듀’ 논란 직격타”. 한국일보. 2019년 11월 8일에 확인함.
79. ↑  김영록 (2019년 9월 6일). “[단독]"사기+증거인멸 교사"…경찰, '프듀X' 이어 '아이돌학교' 수사 돌입→법적 대응”. 스포츠조선. 2019년 9월 6일에 확인함.
80. ↑  이해인 아버지 (2019년 10월 2일). “제딸때문에 너무 억울해 글을 올립니다”. 고고탁. 2019년 10월 2일에 확인함.[깨진 링크(과거 내용 찾기)]
81. ↑  이해인 아버지 (2019년 10월 2일). “우리딸때문에 마음이 아픕니다”. 디시인사이드. 2019년 10월 2일에 확인함.
82. ↑  김희주 (2019년 10월 4일). “이해인 父 폭로 "Mnet, 조작 드러나면 내 딸 두 번 희롱"”. 더팩트. 2019년 10월 4일에 확인함.
83. ↑  한민선 (2019년 10월 7일). “'아이돌학교' 이해인 "5개월 내내 24시간 촬영…출연료 못 받아"”. 머니투데이. 2019년 10월 7일에 확인함.
84. ↑  이선명 (2019년 11월 6일). “‘프로듀스’→‘아이돌학교’ 제작진도 소환 예정…구속영장 청구되나 [종합]”. 스포츠경향. 2019년 11월 8일에 확인함.
85. ↑  엠넷 '아이돌학교' 제작진도 투표조작 혐의 기소 - 머니투데이
86. ↑  김주희 (2019년 11월 14일). “안준영PD, '프로듀스' 시즌1,2 득표수 조작 모두 인정..'IOI, 워너원도 조작'”. 서울경제. 2019년 11월 14일에 확인함.
87. ↑  장진리 (2019년 11월 14일). “[단독]'프듀X' 이어 '프듀' 1,2도 진상위 나온다…"원 데이터 공개해야"”. 스포티비뉴스. 2019년 11월 14일에 확인함.
88. ↑  강진구 (2019년 12월 13일). ““‘프로듀스 시즌1’ I.O.I 최종멤버 한 명 조작됐다””. 한국일보. 2019년 12월 13일에 확인함.
89. ↑  이정현 (2019년 12월 13일). “檢, '프듀1' 아이오아이 선발도 조작 판단…한동철 CP 거론”. 연합뉴스. 2019년 12월 13일에 확인함.
90. ↑  김주희 (2019년 11월 14일). “안준영PD, '프로듀스' 시즌1,2 득표수 조작 모두 인정..'IOI, 워너원도 조작'”. 서울경제. 2019년 11월 14일에 확인함.
91. ↑  장진리 (2019년 11월 14일). “[단독]'프듀X' 이어 '프듀' 1,2도 진상위 나온다…"원 데이터 공개해야"”. 스포티비뉴스. 2019년 11월 14일에 확인함.
92. ↑  “「PRODUCE 48」、7週連続で話題性1位！ 宮脇咲良（HKT48）＆下尾みう（AKB48）が話題の中心に” [“PRODUCE 48”, 7주 연속으로 화제성 1위! 미야와키 사쿠라(HKT48)＆시타오 미우(AKB48)가 화제의 중심에]. 《WoWKorea》 (일본어). 2018년 8월 1일.
93. ↑  “「PRODUCE 48」、4週連続コンテンツ影響力+話題性で1位獲得！” [“PRODUCE 48”, 4주 연속 컨텐츠 영향력+화제성에서 1위 획득!]. 《WoWKorea》 (일본어). 2018년 7월 24일.
94. ↑  이호연 (2018년 7월 19일). “[fn★인터뷰②] 여자친구 “‘프듀48’ 커버 무대 1등, 대견하고 기분 좋았죠””. 《파이낸셜뉴스》. 2018년 9월 1일에 원본 문서에서 보존된 문서. 2018년 9월 1일에 확인함.
95. ↑  “저 트와이스도 극찬! “프로듀스 48” 출연중인 치바 에리이가 춤도 노래도 잘하지 못하는데 어째서인지 큰 인기” (일본어). 2018년 7월 5일. 2018년 8월 7일에 확인함.
96. ↑  《Dance Tha Night Away 사나🍭》. 《V LIVE》. 2018년 7월 1일.  29분 30초.
97. ↑  “'프로듀스 48', AKB48 인기 멤버 다수 포함… "사활 걸었다"”. 《수원일보》. 2017년 12월 13일.
98. ↑  사시하리 리노의 트윗
99. ↑  “사시하라 리노, '프듀 48' 야부키 나코 응원 "스타 되면 스테이크 사줘"”. 《중도일보》. 2018년 7월 25일.
100. ↑  “「PRODUCE48」日韓で話題席巻 無名から世界的人気へ…千葉恵里・本田仁美など“見つかった”48メンバー9人” [“프로듀스 48” 한일에서 화제 석권, 무명에서 세계적인 인기로… 치바 에리이, 혼다 히토미 등 ‘찾아본’ 48멤버 9명] (일본어). 2018년 7월 5일.
101. ↑  “珠理奈・宮脇の韓国での評価は？日韓プロジェクト『PRODUCE48』に注目” [마츠이 주리나, 미야와키 사쿠라의 한국에서의 평가는? 한일 합작 프로젝트 “프로듀스 48”에 주목] (일본어). 2018년 6월 25일.
102. ↑  [단독/풀버전] AKB48_타케우치 미유, 고토 모에, 이와타테 사호 ♬댄싱 히어로 @기획사별 퍼포먼스. 2018년 6월 15일.
103. ↑  “「PRODUCE48」村瀬紗英の“破壊的美貌”に日韓が騒然「こんな逸材がいたとは…」” [“프로듀스 48” 무라세 사에의 ‘파격적 미모’에 한일이 떠들석 “이런 인재가 있다는 건…”]. 《모델프레스》 (일본어). 2018년 7월 8일.
104. ↑  AKB 스태프 공식 트위터의 트윗
105. ↑  타니구치 메구의 트윗
106. ↑  “PRODUCE48”. 《skyperfectv》 (일본어). 2018년 6월 7일에 원본 문서에서 보존된 문서. 2018년 6월 12일에 확인함.
107. ↑  “Produce48”. 《tvN Asia》 (영어). 2019년 5월 14일에 원본 문서에서 보존된 문서. 2018년 6월 12일에 확인함.